# Ariete
Ariete S.p.A je italský výrobce domácích spotřebičů a zařízení se sídlem v Campi Bisenzio v italském Pratu, Toskánsko. Společnost byla založena v roce 1964 a stala se úspěšným producentem malých domácích spotřebičů. Firma si dle svých slov zakládá na kreativitě a jednoduchých řešeních. Jejich výrobky se vyváží do mnoha zemí světa a vývoz představuje až 60 % produkce.
V roce 1995 byla začleněna do britské společnosti Kenwood, výrobce kuchyňských robotů a dalších spotřebičů. Celá tato skupina byla následně v roce 2001 odkoupena italskou společností De'Longhi čímž vznikla De'Longhi Group.
Ariete se proslavila zejména svými žehličkami a žehlicími stanicemi řady Vaporì, strouhacími systémy Saladino nebo ručními struhadly a loupacími přístroji řady Gratì.
V České republice se některé výrobky Ariete prodávají v supermarketech pod jejich privátními značkami. Například obchodní řetězec Lidl prodává výrobky Ariete pod svou privátní značkou Silvercrest.